# ユン・ピョウ IN 妖刀秘伝
『ユン・ピョウ IN 妖刀秘伝』（-ようとうひでん、原題：新碧血剣、英題：The sword stained with royal blood）は、1993年の香港映画。
金庸の武俠小説『碧血剣』が原作だが、人名と舞台・背景以外はほとんど別物で、派手な爆破シーン、戦闘シーンが連続する。

## ストーリー
冤罪で死んだ明末の武将、ヤン大臣（袁崇煥）の遺児、チェン（袁承志）は謎の剣客、金蛇郎君と義兄弟の契りを結ぶ。しかし、金蛇郎君は愛した女性を奪い取った男・温塞主によって殺されてしまう。チェンは、金蛇郎君の秘刀・ルビーの剣（碧血剣）を受け継ぎ、復讐を誓う。彼は、知らずに高価な白蛇を食べたため、五毒教団から生き血を狙われるハメになってしまったが……。

## キャスト
- チェン（袁承志） - ユン・ピョウ
- 孫仲寿 - ウー・マ
- 金蛇郎君 - ダニー・リー
- 阿九 - チョン・マン
- 何鉄手 - アニタ・ユン
- 帰辛樹 - ン・マンタ
- 温塞主 - チョイ・ガムゴン
- 温儀 - エリザベス・リー
- 温青青 - イップ・チュンチャン

## スタッフ
- 原作：金庸『碧血剣』
- 監督：張金靖
- 脚本：ワイ・サン
- 撮影：ラウ・フォンシン、マ・カンシャン、プーン・タックイップ
- 音楽：ジェームズ・ウォン（黄霑）